# نقار الخشب رمادي الرأس
نقار رمادي الوجه (الاسم العلمي: Picus canus) (بالإنجليزية: Grey-faced Woodpecker)‏ هو نوع من الطيور يتبع جنس النقار الحقيقي من الفصيلة النقارية الحقيقية.